# Smithy
Smithy è un cortometraggio muto del 1924 diretto da George Jeske e Hal Roach. Il film, prodotto da Hal Roach, aveva come interprete Stan Laurel.
È conosciuto anche con il nome di The Home Wrecker: con questo titolo si fa riferimento ad una versione di 15 minuti, contenuta nel supporto commerciale assieme al film Atollo K.

## Trama
Prestando servizio militare, il soldato Smithy è quello che combina più guai di tutti: perciò viene congedato e mandato a lavorare.
Viene assunto in un'impresa edile, dove si sta appena costruendo un nuovo palazzo: anche là i guai non mancheranno.
Dopo una serie di piccoli incidenti che interesseranno tutti gli operai, il suo sergente e perfino il capo dell'impresa, Smithy riuscirà a compiere l'opera, per poi vederla sfaldarsi sotto gli occhi attoniti di tutti quanti.